# Voldöppberg
Le Voldöppberg est une montagne qui s’élève à 1 509 m d’altitude dans les Alpes de Brandenberg, en Autriche.